# Charles Michel de Langlade
Charles Michel de Langdale (9 de mayo de 1729-1800) fue un importante comerciante de cuero de Nueva Francia, hijo de un comerciante canadiense-francés y una mujer ottawa.
En 1752, Charles Langdale lideró el ataque de Pickawillany, uno de los actos que desencadenaron la guerra franco-india. En 1755 comandaba uno de los grupos que atacó a Edward Braddock y George Washington en la batalla de Monongahela. También fue destacable su actuación en la batalla de las Llanuras de Abraham, en la que dirigió un grupo de guerreros de la tribu ottawa.
Durante la Guerra de Independencia de los Estados Unidos, Langdale lideró a las tribus de los Grandes Lagos como aliado de los británicos, tras lo cual fue ascendido a capitán de la Región india.
Posteriormente se asentó en Green Bay, siendo el primer colono europeo en lo que actualmente es el estado de Wisconsin, por lo que se le considera Padre fundador del Estado.
- Datos: Q2959824